# آلبرتو مانگوئل
آلبرتو مانگوئل (انگلیسی: Alberto Manguel؛ زادهٔ ۱۹۴۸) یک نویسنده، مترجم و ویراستار کانادایی آرژانتینی است که در بوئنوس‌آیرس آرژانتین به دنیا آمد. مانگوئل در طول دوران فعالیتش گردآورنده و ویراستار چندین گلچین ادبی بوده است. وی همچنین برنده جوایزی همچون کمک هزینه گوگنهایم شده است.

## زندگی
آلبرتو سال‌های نخستین زندگیش را به علت این‌که پدرش سفیر بود، در اسرائیل سپری کرد. ۷ ساله بود که به آرژانتین بازگشتند. نوجوان بود که با خورخه لوئیس بورخس آشنا شد. در آن زمان آلبرتو به صورت نیمه وقت در یک کتابفروشی کار می‌کرد. روزی بورخس به این کتابفروشی رفت و از علاقهٔ مانگوئل به کتاب خوشش آمد و به او پیشنهاد کرد که به دیدارش برود و با توجه به نابیناییش برایش کتاب بخواند و به این ترتیب مانگوئل به مدت ۴ سال برای بورخس کتاب خواند. از سال ۱۹۶۱ تا ۱۹۶۶ در کالج ملی بوئنوس آیرس به تحصیل پرداخت. سپس رشته فلسفه در دانشگاه بوئنوس‌آیرس را برای ادامه تحصیل انتخاب کرد اما پس از یک سال دانشگاه را ترک گفت و عازم سفر اروپا شد.

در سال ۱۹۷۱ در پاریس و لندن زندگی کرد و در سال ۱۹۷۲ به آرژانتین بازگشت و به مدت یک سال به عنوان روزنامه‌نگار فعالیت کرد. در سال ۱۹۷۴ به عنوان ویراستار در میلان و سال ۱۹۷۶ در هائیتی مشغول به کار بود.

در سال ۱۹۸۲ به تورنتو نقل مکان کرد و شهروند کانادا شد. در آنجا برای روزنامه‌های گلاب اند میل، واشینگتن پست، نیویورک تایمز مطلب می‌نوشت و برای شبکه رادیو و تلویزیون کانادا مرور کتاب انجام داد. مانگوئل تا سال ۲۰۰۰ در کانادا بود و در آن سال به فرانسه رفت و در منطقه پواتو-شرانت فرانسه یک ساختمان قدیمی را خرید بازسازی کرد. او چندین دوره دربارهٔ ادبیات و کتاب در دانشگاه‌های مختلف جهان برگزار کرده است.